# 물약

에블린 드 모건, 〈사랑의 묘약〉

물약(potion) 또는 묘약(philtre)이란 마실 수 있는 약물 또는 독물이다.
신화나 문학에서 물약이라 함은 마술사, 주술사, 마녀 등이 제조하여 마법적 효과를 가지고 있는 경우가 많다. 이렇게 만들어진 물약은 사람을 치료할 수도 있고, 홀릴 수도 있고, 중독시킬 수도 있다. 특히 사람을 홀려서 누군가에게 반하게 하는 것을 소위 사량의 묘약이라 하여 트리스탄과 이졸데 등의 비극 전설에서 자주 등장한다. 르네 고시니와 알베르 우데르조의 《아스테릭스》 시리즈에서는 드루이드들이 물약을 제조한다. 물약의 제조는 연금술의 일종으로 취급되며, 그렇기에 윌리엄 셰익스피어의 《맥베스의 비극》에서처럼 위치들이 제조하는 것으로 나오기도 한다.
19세기에는 장돌뱅이들이 자기가 만든 물약을 팔고 다니기도 했는데, 대개 가짜 약으로 돌팔이 약장수들이었다.
현대의 판타지 장르에서 물약은 액체 형태의 아이템으로 나타나며, 치유, 환각, 각성, 변신, 투명화, 무적상태 등 다양한 효과를 나타낸다.

## 같이 보기
- 아스테릭스
- 추출물
- 본초학
- 허브차